# Filmografia lui Vivien Leigh
Aceasta este o listă cronologică a aparițiilor scenice și cinematografice a actriței britanice Vivien Leigh.

## Film
| An   | Titlu                                      | Rol                 | Regizor                          | Alți actori din rolurile principale                            |
| ---- | ------------------------------------------ | ------------------- | -------------------------------- | -------------------------------------------------------------- |
| 1935 | The Village Squire                         | Rose Venables       | Reginald Denham                  | David Horne și Leslie Perrins                                  |
| 1935 | Things Are Looking Up                      | Eleva               | Albert de Courville              | Cicely Courtneidge                                             |
| 1935 | Look Up and Laugh                          | Marjorie Belfer     | Basil Dean                       | Gracie Fields                                                  |
| 1935 | Gentlemen's Agreement                      | Phil Stanley        | George Pearson                   | Frederick Peisley Anthony Holles                               |
| 1937 | Fire Over England                          | Cynthia             | William K. Howard                | Flora Robson Raymond Massey Leslie Banks Laurence Olivier      |
| 1937 | Dark Journey                               | Madeleine Goddard   | Victor Saville                   | Conrad Veidt                                                   |
| 1937 | Storm in a Teacup                          | Victoria Gow        | Ian Dalrymple and Victor Saville | Rex Harrison Cecil Parker Sara Allgood                         |
| 1938 | A Yank at Oxford                           | Elsa Craddock       | Jack Conway                      | Robert Taylor Lionel Barrymore Maureen O'Sullivan Edmund Gwenn |
| 1938 | Sidewalks of London, aka St. Martin's Lane | Libby               | Tim Whelan                       | Charles Laughton Rex Harrison                                  |
| 1939 | Gone with the Wind                         | Scarlett O'Hara     | Victor Fleming                   | Clark Gable Leslie Howard Olivia de Havilland                  |
| 1940 | 21 Days                                    | Wanda               | Basil Dean                       | Laurence Olivier Filmat în 1937                                |
| 1940 | Waterloo Bridge                            | Myra                | Mervyn LeRoy                     | Robert Taylor Lucile Watson Virginia Field                     |
| 1941 | That Hamilton Woman                        | Emma, Lady Hamilton | Alexander Korda                  | Laurence Olivier Alan Mowbray Sara Allgood Gladys Cooper       |
| 1945 | Caesar and Cleopatra                       | Cleopatra           | Gabriel Pascal                   | Claude Rains Stewart Granger Flora Robson                      |
| 1948 | Anna Karenina                              | Anna Karenina       | Julien Duvivier                  | Ralph Richardson                                               |
| 1951 | A Streetcar Named Desire                   | Blanche DuBois      | Elia Kazan                       | Marlon Brando Kim Hunter Karl Malden                           |
| 1955 | The Deep Blue Sea                          | Hester Collyer      | Anatole Litvak                   | Kenneth More                                                   |
| 1961 | The Roman Spring of Mrs. Stone             | Karen Stone         | José Quintero                    | Warren Beatty Lotte Lenya                                      |
| 1965 | Ship of Fools                              | Mary Treadwell      | Stanley Kramer                   | Simone Signoret José Ferrer Lee Marvin                         |

## Teatru
| Premiera                                                                          | Titlu                                                                | Rol                                        | Locația | Scenarist                                                                     | Regizor                            | Alți actori din rolurile principale                                                       |
| --------------------------------------------------------------------------------- | -------------------------------------------------------------------- | ------------------------------------------ | --- | ----------------------------------------------------------------------------- | ---------------------------------- | ----------------------------------------------------------------------------------------- |
| 25 februarie 1935                                                                 | The Green Sash                                                       | Giusta                                     | Q Theatre, Londra | Debonnaire Sylvester și T. P. Wood                                            | Matthew Forsyth                    | Kathleen Boutall și David Horne                                                           |
| 15 May 1935                                                                       | The Mask of Virtue                                                   | Henriette Duquesnoy                        | Ambassadors Theatre, Londra | Carl Sternheim și Ashley Dukes                                                | Maxwell Wray                       | Jeanne de Casalis, Maud Tree and Frank Cellier                                            |
| 17 februarie 1936                                                                 | Richard II                                                           | Queen Anne                                 | Oxford (OUDS) | William Shakespeare                                                           | John Gielgud și Glen Byam Shaw     | David King-Wood și Florence Kahn                                                          |
| 8 aprilie 1936                                                                    | The Happy Hypocrite                                                  | Jenny Mere                                 | His Majesty's Theatre, Londra | Clemence Dane, Richard Addinsell și Max Beerbohm                              | Maurice Colbourne                  | Ivor Novello și Viola Tree                                                                |
| 22 iunie 1936                                                                     | Henry VIII                                                           | Anne Boleyn                                | Open Air Theatre, Regent's Park | William Shakespeare                                                           | Robert Atkins                      | Gyles Isham și C. N. Anson                                                                |
| 5 februarie 1937                                                                  | Because We Must                                                      | Pamela Golding-Ffrench                     | Wyndham's Theatre | Ingaret Giffard                                                               | Norman Marshell                    | Margaret Emden și Enid Lindsey                                                            |
| 11 martie 1937                                                                    | Bats in the Belfry                                                   | Jessica Morton                             | Ambassadors Theatre, Londra | Diana Morgan și Robert MacDermot                                              | A. R. Whatmore                     | Evelyn Ankers, Ivor Barnard și Charles Hawtrey                                            |
| iunie 1937                                                                        | Hamlet                                                               | Ophelia                                    | Kronborg Castle, Elsinore | William Shakespeare                                                           | Tyrone Guthrie                     | Laurence Olivier, John Abbott, and Anthony Quayle                                         |
| 27 December 1937                                                                  | A Midsummer Night's Dream                                            | Titania                                    | Open Air Theatre, Regent's Park | William Shakespeare Jeanne de Casalis                                         | Tyrone Guthrie                     | Robert Helpmann și Ralph Richardson                                                       |
| 13 September 1938                                                                 | Serena Blandish                                                      | Serena Blandish                            | Gate Theatre | S. N. Behrman și Enid Bagnold                                                 | Esme Percy                         | David Tree și John Teed                                                                   |
| 9 May 1940                                                                        | Romeo and Juliet                                                     | Juliet                                     | 51st Street Theatre, New York City, also San Francisco, Chicago și Washington, D.C. | William Shakespeare                                                           | Laurence Olivier                   | Laurence Olivier, Dame May Whitty, Edmond O'Brien și Cornel Wilde                         |
| 4 martie 1942                                                                     | The Doctor's Dilemma                                                 | Jennifer Dubedat                           | Haymarket Theatre | George Bernard Shaw                                                           | Irene Hentschell                   | Cyril Cusack (mai târziu John Gielgud) și Austin Trevor                                   |
| 24 aprilie 1942                                                                   | The School for Scandal (two scenes — one charity performance)        | Lady Teazle                                | Haymarket Theatre | Richard Brinsley Sheridan                                                     |                                    | Cyril Maude                                                                               |
| Spring, 1943 for 3 months                                                         | Spring Party — A Revue                                               | Herself and Scarlett O'Hara                | Turneu în North Africa entertaining troops | works by Lewis Carroll and Clemence Dane                                      | John Gielgud                       | Beatrice Lillie, Dorothy Dickson și Leslie Henson                                         |
| 15 May 1945                                                                       | The Skin of Our Teeth                                                | Sabina                                     | Phoenix Theatre | Thornton Wilder                                                               | Laurence Olivier                   | Cecil Parker și Joan Young                                                                |
| 11 September 1946                                                                 | The Skin of Our Teeth (revival)                                      | Sabina                                     | Piccadilly Theatre | Thornton Wilder                                                               | Laurence Olivier                   | George Devine și Esther Somers                                                            |
| 14 februarie 1948 – 1 November 1948                                               | (1) Richard III (2) The School for Scandal (3) The Skin of Our Teeth | (1) Lady Anne (2) Lady Teazle (3) Sabina   | Turneu în Australia și Noua Zeelandă: Perth, Adelaide, Hobart, Melbourne, Canberra, Sydney, Brisbane, Auckland, Wellington, Dunedin, Christchurch                                                                               | (1) William Shakespeare (2) Richard Brinsley Sheridan (3) Thornton Wilder     | Laurence Olivier                   | Old Vic Theatre Company including Laurence Olivier and Peter Cushing                      |
| 26 January 1949                                                                   | (1) Richard III (2) Antigone                                         | (1) Lady Anne (2) Antigone                 | opened at the New Theatre | (1) William Shakespeare (2) Jean Anouilh                                      | Laurence Olivier                   | Old Vic Theatre Company including Laurence Olivier and Peter Cushing                      |
| 11 October 1949                                                                   | A Streetcar Named Desire                                             | Blanche DuBois                             | Aldwych Theatre | Tennessee Williams                                                            | Laurence Olivier                   | Bonar Colleano, Renée Asherson, Bernard Braden și Theodore Bikel                          |
| 10 May 1951 - the two plays alternated nightly                                    | Caesar and Cleopatra                                                 | Cleopatra                                  | St James's Theatre | George Bernard Shaw                                                           | Michael Benthall                   | Laurence Olivier                                                                          |
| 11 May 1951 - the two plays alternated nightly                                    | Antony and Cleopatra                                                 | Cleopatra                                  | St James's Theatre | William Shakespeare                                                           | Michael Benthall                   | Laurence Olivier                                                                          |
| 19 December 1951 - the two plays alternated nightly                               | Caesar and Cleopatra                                                 | Cleopatra                                  | Ziegfeld Theatre, New York City | George Bernard Shaw                                                           | Michael Benthall                   | Laurence Olivier, Robert Helpmann, Wilfrid Hyde-White și Harry Andrews                    |
| 20 December 1951 - the two plays alternated nightly                               | Antony and Cleopatra                                                 | Cleopatra                                  | Ziegfeld Theatre, New York City | William Shakespeare                                                           | Michael Benthall                   | Laurence Olivier, Donald Pleasence, Harry Andrews, Robert Helpmann and Wilfrid Hyde-White |
| 5 November 1953                                                                   | The Sleeping Prince                                                  | Mary Morgan                                | Phoenix Theatre | Terence Rattigan                                                              | Laurence Olivier                   | Laurence Olivier și Martita Hunt                                                          |
| 12 aprilie 1955                                                                   | Twelfth Night                                                        | Viola                                      | Stratford-upon-Avon | William Shakespeare                                                           | John Gielgud                       | Laurence Olivier, Keith Michell, Mervyn Blake și Angela Baddeley                          |
| 7 iunie 1955                                                                      | Macbeth                                                              | Lady Macbeth                               | Stratford-upon-Avon | William Shakespeare                                                           | Glen Byam Shaw                     | Laurence Olivier, Maxine Audley, Keith Michell și Geoffrey Bayldon                        |
| 16 august 1955                                                                    | Titus Andronicus                                                     | Lavinia                                    | Stratford-upon-Avon | attributed to William Shakespeare                                             | Peter Brook                        | Laurence Olivier, Maxine Audley, Frank Thring și Anthony Quayle                           |
| 25 aprilie 1956                                                                   | South Sea Bubble                                                     | Lady Alexandra Shotter                     | Lyric Theatre | Noël Coward                                                                   | William Chappell                   | Ian Hunter, Arthur Macrae, John Moore și Joyce Carey                                      |
| 6 May 1957                                                                        | Titus Andronicus                                                     | Lavinia                                    | Turneu în Paris, Viena, Belgrad, Zagreb, Varșovia, urmat de Stoll Theatre, Londra | atribuit lui William Shakespeare                                              | Peter Brook                        | Laurence Olivier, Anthony Quayle și Maxine Audley                                         |
| 24 aprilie 1958                                                                   | Duel of Angels                                                       | Paola                                      | Apollo Theatre | Jean Giraudoux și Christopher Fry                                             | Jean-Louis Barrault                | Claire Bloom (mai târziu înlocuit de Ann Todd și Mary Ure), Derek Nimmo și Peter Wyngarde |
| 9 July 1959                                                                       | Look After Lulu                                                      | Lulu d'Arville                             | Royal Court Theatre, then New Theatre | Georges Feydeau translated by Noël Coward                                     | Noël Coward                        | Anthony Quayle, Richard Goolden și Michael Bates                                          |
| 19 aprilie 1960                                                                   | Duel of Angels                                                       | Paola                                      | Helen Hayes Theatre, New York City | Jean Giraudoux and Christopher Fry                                            | Robert Helpmann                    | Peter Wyngarde, Jack Merivale and Mary Ure                                                |
| Old Vic Overseas Tour - Australia și Noua Zeelandă 12 July 1961 to 17 martie 1962 | (1) Twelfth Night (2) Duel of Angels (3) The Lady of the Camellias   | (1) Viola (2) Paola (3) Marguerite Gautier | Her Majesty's Theatre, Melbourne Her Majesty's Theatre, Brisbane Theatre Royal, Sydney Theatre Royal, Adelaide Her Majesty's Theatre, Perth Opera House, Wellington Theatre Royal, Christchurch Her Majesty's Theatre, Auckland | (1) William Shakespeare (2) Jean Giraudoux (3) Alexandre Dumas, fils          | all regizat de Robert Helpmann     | repertory company including Jack Merivale                                                 |
| Old Vic Overseas Tour - Latin America 29 martie 1962 to 16 May 1962               | (1) Twelfth Night (2) The Lady of the Camellias                      | (1) Viola (2) Marguerite Gautier           | Mexico City, Mexic Caracas, Venezuela Lima, Peru Santiago, Chile Buenos Aires, Argentina Montevideo, Uruguay São Paulo, Brazilia Rio de Janeiro, Brazilia                                                                       | (1) William Shakespeare (2) Alexandre Dumas, fiul                             | ambele regizate de Robert Helpmann | Jack Merivale                                                                             |
| 18 martie 1963                                                                    | Tovarich                                                             | Tatiana                                    | Broadway Theatre, New York City | Jacques Deval, Robert E. Sherwood, David Shaw, Anne Crosswell și Lee Pockriss | Peter Glenville                    | Jean-Pierre Aumont                                                                        |
| 6 aprilie 1965                                                                    | The Contessa                                                         | Contessa Sanziani                          | closed after previews in Newcastle, Liverpool și Manchester | Paul Osborn și Maurice Druon                                                  | Robert Helpmann                    | David Knight și Joseph Furst                                                              |
| 3 May 1966                                                                        | Ivanov                                                               | Anna Petrova                               | Turneu în SUA și Canada, urmat de un sezon la Shubert Theatre, New York City | Anton Cehov, adaptat de John Gielgud                                          | John Gielgud                       | John Gielgud, Ronald Radd și Jack Merivale                                                |